# 真夏のあらし
「真夏のあらし」（まなつのあらし）は、1970年7月7日に発売された西郷輝彦のシングル。
「あらし」は平仮名表記であり、「真夏の嵐」は誤り。

## 解説
本作の累計売上は15.9万枚（オリコン調べ）。これはオリコン調べによる西郷のシングル作品の中で累積売上1位を記録している。
1970年の『第21回NHK紅白歌合戦』にて歌唱された曲。西郷は白組13番手として登場した。
本作は1番と2番の間の間奏の中で「ワァオ!」、2番の歌唱の後にも「イェイイェイ、ヤァオ!」（この後「はぁ～あ～」という気の抜けたような声に続く）という西郷による叫び声のフレーズが入っている。そのようなこともあって、TBSラジオのコサキン（小堺一機・関根勤）の番組にて、1990年前後の『スーパーギャング・コサキン無理矢理100%』『コサキン増刊号』時代に本作が紹介され、「コサキンソング」としてこの番組の「意味ねぇCD大作戦」コーナーなどで度々ネタになった。そしてコサキンの番組は1994年10月から『コサキンDEワァオ!』に改題されてその後2009年3月の番組終了まで15年間このタイトルで通されたが、このタイトルは本作の「ワァオ!」から来ている。

## 収録曲
1. 真夏のあらし
作詞：阿久悠／作曲・編曲：川口真
2. こわれた風
作詞：笠井継程／作曲・編曲：小杉仁三